# Котуй
Коту̀й (в горното течение Сейси) е река в Азиатската част на Русия, Северен Сибир, Красноярски край, Евенкски автономен окръг и Таймирски (Долгано-Ненецки) автономен окръг, дясна съставяща Хатанга. Дължината ѝ е 1409 km, която ѝ отрежда 28-о място по дължина сред реките на Русия.

## Географска характеристика

### Извор, течение, устие
Река Котуй води началото си от най-високите части на платото Путорана, на 1429 m н.в., в северната част на Евенкския автономен окръг, Красноярски край. Горното течение на Котуй (444 km) до устието на река Воеволихан е в югоизточна посока. Тук Котуй е типична планинска река, с дълбоко врязана долина в многослойните лавови отложения. Течението ѝ е бързо, с множество прагове и водопади и две големи проточни езера – Харпича и Дюпкун. След устието на Воеволихан Котуй рязко завива на север-североизток като долината и добива вече предимно равнинен характер. В този участък (около 730 km) реката тече в понижението между платото Путорана на запад и Анабарското плато, като последователно пресича котловини и междупланински падини, изградени от акумулативни наслаги и има широка заливна тераса, в която силно меандрира. След устието на река Котуйкан навлиза в южната част на Северосибирската низина, по която преминава долното ѝ течение – 234 km. В този последен участък долината ѝ става много широка, коритото ѝ достига до 600 m, разделя се на ръкави, с дълги и тесни пясъчни острови между тях. При село Крести, на 1 m н.в. се съединява с идващата отляво река Хета и двете заедно дават началото на пълноводната река Хатанга.

### Водосборен басейн
Водосборният басейн на Котуй има площ от 176 хил. km2, което представлява 48,35% от водосборния басейн на река Хатанга и се простира на части от Таймирския (Долгано-Ненецки) автономен окръг и Евенкския автономен окръг на Красноярски край и Република Якутия. Речната система във водосборния басейн е добре развита, с гъстота от 0,44 km/km2 и няколко хиляди езера, най-голямо от които е езерото Есей.
Границите на водосборния басейн на реката са следните:
- на север и североизток – водосборните басейни на река Попигай и други по-малки десни притоци на Хатанга, вливаща се в море Лаптеви;
- на изток – водосборните басейни на реките Анабар, Оленьок и Лена, вливаща се в море Лаптеви;
- на юг и югозапад – водосборния басейн на река Енисей, вливаща се в Карско море;
- на запад – водосборния басейн на река Хета, лява съставяща на Хатанга;

### Притоци
Река Котуй получава над 120 притока с дължина над 15 km, като 17 от тях са с дължина над 100 km:
- 1290 → Хусана 100 / 1550
- 1159 → Дагалдин 102 / 2480
- 1116 ← Хакома 124 / 1730
- 965 ← Воеволихан 184 / 11 600
- 832 ← Сида 217 / 4410
- 757 → Чангада 320 / 11 100
- 734 ← Еромохон 181 / 3030
- 612 ← Мойеро 825 / 30 900
- 572 → Тукалан 270 / 8160
- 550 ← Аганили 202 / 6480
- 494 → Бихитах 107 / 2460
- 330 ← Долна Нале 155 / 2530
- 234 ← Котуйкан 447 / 24 300
- 132 ← Меча река 178 / 3080
- 102 ← Ериечка 262 / 7250
- 21 ← Оту Турара 144 / 1850
- 15 → Сабида 257 / 5320

### Хидрографски показатели
Подхранването на реката е смесено, като преобладава снежното, но съвсем не е малък и процентът на дъждовното подхранване. По време на пълноводието през месец юни преминава около 45% от общия годишен отток. Маловодието през краткия топъл период (юли и август) често се прекъсва от мощни дъждовни прииждания, съпроводени с рязко повишаване нивото на водата до 8 – 10 m. Среден многогодишен отток 1600 m3/s, което като обем представлява 50,498 km3/год. Котуй замръзва в края на септември или началото на октомври, а се размразява в края на май или началото на юни. Дебелината на ледената покривка достига до 2 m, а по-малките и средни по големина реки във водосборния басейн замръзват до дъно. Мътност 25 – 65 мг/л.

## Селища, стопанско значение
Река Хета протича през безлюдни райони и по течението ѝ има само две малки села: Кариер и Каяк, в устието ѝ – село Крести.
В долното си течение реката е плавателна. Във водосборния ѝ басейн за открити находища на нефт, природен газ и каменни въглища и около 21% от запасите на апатити в Русия. Реката е богата на риба, поради липсата на замърсители в басейна ѝ.

## Галерия
- Котуй на картата на водосборния басейн на р. Хатанга.
- В скалите на река Котуй.
- Катер на въздушна възглавница Хивус-10 на река Котуй.
- Прагове на река Котуй.
- Котуй при село Каяк.